# Нэнси Дрю. Дело № 1: Свет! Камера! Загадка!
«Нэнси Дрю. Дело № 1: Свет! Камера! Загадка!» (англ. Nancy Drew Dossier: Lights, Camera, Curses) — компьютерная игра в жанре головоломки; первая игра в серии про Нэнси Дрю, известного вымышленного сыщика, разработанная в стиле Hidden Objects. Игра выпущена Her Interactive и издана Big Fish Games.

## Сюжет
Нэнси Дрю, известный детектив, получила письмо от Молли Маккенны (приятель приятеля её папы). Молли попросила, чтобы Нэнси исследовала несчастные случаи, которые происходили на съёмочной площадке новой версии «Фараона». Некоторые люди говорят, что съёмочная площадка была проклята Хлоей Мансон, игравшую роль Нефертити в первом «Фараоне», которая умерла на последний день съёмок. В павильонах также видели чёрную кошку, чьё появления было воспринято как плохой знак.

## Концовки
В игре есть два окончания. Первое — показывается в любом случае, второе — при наборе определённого количества очков. Во втором окончании показывают, что случилось с камнем Карнака.